# Giovanni Sallustio Peruzzi
Giovanni Sallustio Peruzzi (* 1511/12 in Siena; † 1572) war ein italienischer Architekt und Maler. Er war Sohn des Baldassare Peruzzi.
In seiner Laufbahn arbeitete er mehrere Jahre für den Vatikan; u. a. war er mit der Herrichtung von Räumlichkeiten anlässlich des Konklaves 1555 und des Appartements Pauls IV. beauftragt. Für den letztgenannten plante und errichtete Peruzzi die Mauer um das Römische Ghetto. Weitere Raustaurierungs- und Befestigungsmaßnahmen an der Engelsburg wurden unter seiner Leitung vorgenommen; in diesem Zusammenhang entstand auch ein Entwurf zu einem Portal.
Zeitgleich mit Pirro Ligorio war Sallustio Peruzzi am Bau des Casino di Pio IV, von St. Peter und diversen Maßnahmen im Festungsbau beteiligt.
1567 ereilte Peruzzi ein Ruf an den Hof von Maximilian II.; über seine Bautätigkeit dort ist jedoch kaum etwas bekannt.